# Watcher (película de 2022)
Watcher (en Latinoamérica, Observada, en España, El extraño) es una película de thriller-terror psicológico de 2022 coproduccida por Emiratos Árabes Unidos, Estados Unidos y Rumania, escrita y dirigida por Chloe Okuno, y basada en un guion original de Zack Ford. Tiene como protagonistas a Maika Monroe, Karl Glusman y Burn Gorman. El film sigue a Julia, una actriz que recientemente se mudó a Bucarest con su esposo Francis, quien descubre que un vecino la está observando del otro lado de la calle, al mismo tiempo que se declara a un asesino serial suelto por el barrio.
La película tuvo su estreno oficial en el Sundance Film Festival de 2022 el 22 de enero de 2022, y se lanzó en Estados Unidos el 3 de junio de 2022, por IFC Midnight y el servicio de streaming estadounidense Shudder. El film cosechó críticas mayormente positivas, las cuales elogiaban la actuación de Monroe como la protagonista y la dirección de Okuno.

## Elenco
- Maika Monroe como Julia.
- Karl Glusman como Francis.
- Burn Gorman como Daniel Weber.
- Mãdãlina Anea como Irina.
- Cristina Deleanu como Eleonora.
- Daniel Nuță como Cristian.

## Producción
En marzo de 2021, se anunció que Maika Monroe, Karl Glusman y Burn Gorman serían partícipes de una película titulada Watcher para Image Nation Abu Dhabi y Spooky Pictures.
Las principales fotografías comenzaron el 8 de marzo de 2021, y concluyeron el 16 de abril de 2021 en Bucarest, Rumania. La película tomó alrededor de seis semanas en total para realizarse.

## Recepción

### Taquilla
En los Estados Unidos y en Canadá, el film recaudó $826 775 dólares entre 764 cines en su fin de semana de estreno. Consiguió otros $335,376 más en su segundo fin de semana; $87 155 en el tercero; $21 843 en su cuarto; y $7386 en su quinto.

### Respuesta de la crítica
En el sitio web de reseñas Rotten Tomatoes, un 88 % de las 122 críticas son positivas, con una puntuación media de 6.9/10. El consenso de ésta web dice "Aunque su historia carezca de algunas sorpresas, Watcher se beneficia del escalofriante enfoque que tiene la directora Chloe Okuno — y el increíble trabajo de Maika Monroe en el papel principal".